# Eishockey-Regionalliga 1970/71
Die Regionalliga 1970/71 war die sechste Saison der dritthöchsten deutschen Eishockeyliga unter diesem Namen. Die Liga wurde in drei regionalen Gruppen ausgetragen: neben den Gruppen Nord und Süd des Vorjahren wurde neu auch eine Gruppe Süd-West ausgetragen. Statt der Relegationsrunden mit der Oberliga wie in den Vorjahren wurde der Regionalligameister und Aufsteiger sowie Nachrücker in die Oberliga Oberliga in einer Endrunde ausgespielt. Diese gewann die 1b-Mannschaften der Düsseldorfer EG.

## Modus
Die drei regionalen Gruppen spielten eine Einfachrunde. Anschließend spielten die Mannschaften auf Platz 1 bis 2 der drei Gruppen die Finalrunde zur Ermittlung des Regionalligameisters und direkten Aufsteigers in die Eishockey-Oberliga 1971/72 aus.

### Teilnehmer
Die Mannschaften von Hertha BSC und des EC Hannover 1b hatten sich aus der Gruppe Nord zurückgezogen. Die Gruppe Süd-West wurde aus interessierte Mannschaften aus den Bundesländern Baden-Württemberg, Hessen und Rheinland-Pfalz neu gebildet. 
In der Gruppe Süd hatten sich der EV Füssen 1b und der VER Selb aus der Regionalliga zurückgezogen. Neben dem Bayernliga-Meister EHC Klostersee rückten vier weitere Mannschaften aus Bayern nach.
Insgesamt nahmen 19 Mannschaften an der Regionalliga teil:
| Gruppe Nord - Düsseldorfer EG 1b - Hamburger SV (Absteiger) - HTSV Bremen - EHC Nord Berlin - Altonaer SV 1893 | Gruppe Süd-West (alle neu) - EHC Stuttgart - VfL Bad Nauheim 1b - ERC Freiburg - VERC Lauterbach - Stuttgarter ERC - HC Zweibrücken | Gruppe Süd - TSV Straubing (Neuling) - EV Regensburg-Donaustauf - Augsburger EV 1b (Neuling) - EV Landshut 1b - DEC Frillensee Inzell (Neuling) - EV Fürstenfeldbruck (Neuling) - EHC Klostersee (Neuling) - EC Holzkirchen (Absteiger) |

## Regionalliga Nord
|    |                    | Sp | S | U | N | Tore  | Punkte |
| -- | ------------------ | -- | - | - | - | ----- | ------ |
| 1. | Düsseldorfer EG 1b | 8  | 8 | 0 | 0 | 73:15 | 16:0   |
| 2. | Hamburger SV       | 8  | 6 | 0 | 2 | 77:22 | 12:04  |
| 3. | HTSV Bremen        | 8  | 4 | 0 | 4 | 37:58 | 08:08  |
| 4. | EHC Nord Berlin    | 8  | 2 | 0 | 6 | 27:50 | 04:13  |
| 5. | Altonaer SV 1893   | 8  | 0 | 0 | 8 | 16:84 | 00:16  |

Abkürzungen: Sp = Spiele, S = Siege, U = Unentschieden, N = Niederlagen.

Erläuterungen: Teilnahme Endrunde.

## Regionalliga Süd-West
|    |                    | Sp | S | U | N | Tore  | Punkte |
| -- | ------------------ | -- | - | - | - | ----- | ------ |
| 1. | EHC Stuttgart      | 10 | 8 | 0 | 2 | 66:27 | 16:02  |
| 2. | VfL Bad Nauheim 1b | 10 | 4 | 4 | 2 | 57:33 | 12:08  |
| 3. | ERC Freiburg       | 10 | 4 | 3 | 3 | 43:37 | 11:09  |
| 4. | VERC Lauterbach    | 10 | 5 | 1 | 4 | 30:39 | 11:09  |
| 5. | Stuttgarter ERC    | 10 | 4 | 1 | 5 | 49:44 | 09:11  |
| 6. | HC Zweibrücken     | 10 | 0 | 1 | 9 | 25:88 | 01:19  |

Abkürzungen: Sp = Spiele, S = Siege, U = Unentschieden, N = Niederlagen.

Erläuterungen: Teilnahme Endrunde, Entscheidungsspiel.
Die VfL Bad Nauheim 1b verzichtete auf die Teilnahme an der Oberliga-Aufstiegsrunde verzichtet. Der 2. Teilnehmer wurde in einem Entscheidungsspiel der punktgleichen Mannschaften Freiburg und Lauterbach ermittelt:
VERC Lauterbach – ERC Freiburg 4:1

## Regionalliga Süd
|    |                          | Sp | S  | U | N  | Tore  | Punkte |
| -- | ------------------------ | -- | -- | - | -- | ----- | ------ |
| 1. | TSV Straubing            | 14 | 11 | 0 | 03 | 80:40 | 22:06  |
| 2. | EV Regensburg-Donaustauf | 14 | 08 | 2 | 04 | 70:47 | 18:10  |
| 3. | Augsburger EV 1b         | 14 | 08 | 1 | 05 | 59:60 | 17:11  |
| 4. | EV Landshut 1b           | 14 | 07 | 2 | 05 | 53:54 | 16:12  |
| 5. | DEC Frillensee Inzell    | 14 | 05 | 2 | 07 | 46:56 | 12:16  |
| 6. | EV Fürstenfeldbruck      | 14 | 04 | 3 | 07 | 44:60 | 11:17  |
| 7. | EHC Klostersee           | 14 | 03 | 4 | 07 | 44:49 | 10:18  |
| 8. | EC Holzkirchen           | 14 | 03 | 0 | 11 | 39:67 | 06:22  |

Abkürzungen: Sp = Spiele, S = Siege, U = Unentschieden, N = Niederlagen.

Erläuterungen: Teilnahme Endrunde.

## Endrunde
|    |                          | Sp | S  | U | N  | Tore  | Punkte |
| -- | ------------------------ | -- | -- | - | -- | ----- | ------ |
| 1. | Düsseldorfer EG 1b       | 10 | 08 | 0 | 02 | 68:26 | 16:04  |
| 2. | TSV Straubing            | 10 | 08 | 0 | 02 | 39:24 | 16:04  |
| 3. | EV Regensburg-Donaustauf | 10 | 07 | 0 | 03 | 55:26 | 14:06  |
| 4. | Hamburger SV             | 10 | 04 | 0 | 06 | 44:47 | 08:12  |
| 5. | EHC Stuttgart            | 10 | 03 | 0 | 07 | 34:60 | 03:07  |
| 6. | VERC Lauterbach          | 10 | 0  | 0 | 10 | 13:70 | 00:10  |

Abkürzungen: Sp = Spiele, S = Siege, U = Unentschieden, N = Niederlagen.

Erläuterungen: Aufsteiger, Nachrücker in die Oberliga.
Auf das Entscheidungsspiel zwischen der Düsseldorfer EG 1b und dem TSV Straubing wurde verzichtet, da auch der Verlierer in der Eishockey-Oberliga 1971/72 anstelle der aus finanziellen Gründe aufgelöste SG Oberstdorf/Sonthofen nachrücken konnte. Nach dem Rückzug der Eintracht Frankfurt konnte auch der EV Regensburg in die Oberliga nachrücken.